# FIQAS Awards 2003
De FIQAS Awards 2003 was een prijs die werd gegeven aan de beste keeper, beste hoekspeler, beste cirkelspeler, beste opbouwer, hardste speler en meest sympathieke speler van de eredivisie in het seizoen 2002/2003. Het was een initiatief van redactie van het blad de Opbouwer van HV Aalsmeer en de makers van de HV Aalsmeer-website, in samenwerking met Handbalstartpunt. Het was mogelijk om te stemmen door middel van een online stemformulier op de website van handbalstartpunt, iedereen had de mogelijk om te stemmen. Het stemmen was mogelijk tot uiterlijk tot en met één dag na de laatste best-of-five wedstrijd. Het NHV was gestopt met het uitgeven van prijzen voor de beste handballer sinds 2002.

## Resultaten

### Stemmen per club
Op het online stemformulier kon de stemmer ook erbij zetten bij welke de club hij of zij lid was.
| Plek | Club                                                               | %     |
| ---- | ------------------------------------------------------------------ | ----- |
| 1    | Aalsmeer                                                           | 16%   |
| 2    | E&O                                                                | 9,5%  |
| 3    | V&L                                                                | 9%    |
| 4    | Bevo                                                               | 8,5%  |
| 5    | Sittardia                                                          | 8%    |
| 6    | Niet lid van een club                                              | 5,5%  |
| 7    | Hellas BFC                                                         | 4%    |
| 8    | Kolping                                                            | 3,5%  |
| 9    | Volendam Quintus                                                   | 3%    |
| 10   | DOS                                                                | 1,5%  |
| 11   | Reehorst C.S.V. Handbal ESC '90 Animo UDI Saturnus Leiden Hurry Up | 1%    |
| 12   | Overig                                                             | 17,5% |

### Beste keeper
| Plek | Naam                                     | Club                     | %     |
| ---- | ---------------------------------------- | ------------------------ | ----- |
| 1    | Jeffrey Groeneveld                       | Aalsmeer                 | 32,5% |
| 2    | Gerrie Eijlers                           | Volendam                 | 28%   |
| 3    | Guido Rink                               | E&O                      | 7%    |
| 4    | Björn Alberts                            | Sittardia                | 6,5%  |
| 5    | Marc Gorissen                            | V&L                      | 5,5%  |
| 6    | Ruud Hansen                              | Bevo                     | 3%    |
| 7    | Luchien Zwiers                           | E&O                      | 2,5%  |
| 8    | André Olsthoorn                          | Quintus                  | 2%    |
| 9    | Rolf Maarse                              | Aalsmeer                 | 1,9%  |
| 10   | Martijn Cappel                           | Kolping                  | 1,7%  |
| 11   | Jeroen Weber Erwin Jansen John Besseling | Volendam Tachos Onbekend | 1%    |
| 12   | Overig                                   | Overig                   | 6,3%  |

### Beste hoekspeler
| Plek | Naam                | Club      | %     |
| ---- | ------------------- | --------- | ----- |
| 1    | Björn Budding       | Aalsmeer  | 25,5% |
| 2    | Eelco Weevers       | E&O       | 16,3% |
| 3    | Ewout Boogaard      | V&L       | 12,8% |
| 4    | Robin Gielen        | Bevo      | 10%   |
| 5    | Michiel Lochtenberg | E&O       | 7,5%  |
| 6    | Sven Coonen         | Sittardia | 6,5%  |
| 7    | Theo van den Berg   | Aalsmeer  | 4%    |
| 8    | Billy Duin          | Volendam  | 2,5%  |
| 9    | Niels Reigersberg   | Quintus   | 2%    |
| 10   | Tim Mullens         | BFC       | 1,9%  |
| 11   | Tim Remer           | Quintus   | 1,2%  |
| 12   | Maik Onink          | BFC       | 0,7%  |
| 13   | Overig              | Overig    | 9,1%  |

### Beste opbouwer
| Plek | Naam                                                     | Club     | %    |
| ---- | -------------------------------------------------------- | -------- | ---- |
| 1    | Joey Duin                                                | Volendam | 34%  |
| 2    | Jeroen Hölscher                                          | Aalsmeer | 20%  |
| 3    | Eelco Overkleeft                                         | Aalsmeer | 9,2% |
| 4    | Rutger Sanders Mark Bult                                 | V&L E&O  | 6,7% |
| 5    | Martijn Rietbroek                                        | V&L      | 5%   |
| 6    | Fabian van Olphen                                        | Quintus  | 4,8% |
| 7    | Merijn Bruijnaarts                                       | Bevo     | 4,6% |
| 8    | Matthijs Vink                                            | Aalsmeer | 4%   |
| 9    | Frank van der Zande                                      | E&O      | 2%   |
| 10   | Ron Klemann                                              | Bevo     | 1,9% |
| 11   | Roel Adams Jo Delpire Vladimir Tomanovic Ralph Kerckhofs | V&L BFC  | 1,6% |
| 12   | Overig                                                   | Overig   | 4,7% |

### Beste cirkelspeler
| Plek | Naam              | Club      | %    |
| ---- | ----------------- | --------- | ---- |
| 1    | Serge Rink        | Aalsmeer  | 22%  |
| 2    | Mickel Wouters    | Sittardia | 18%  |
| 3    | Martijn Rietbroek | V&L       | 15%  |
| 4    | Tom Schilder      | Volendam  | 7,5% |
| 5    | Bart Hofmeyer     | Bevo      | 6,5% |
| 6    | Edwin Renting     | E&O       | 5,5% |
| 7    | Jarcha van Dijk   | Aalsmeer  | 4,5% |
| 8    | Lambert Schuurs   | BFC       | 4%   |
| 9    | Mark Hulsbosch    | V&L       | 2,5% |
| 10   | Thijs Perquin     | Tachos    | 2,4% |
| 11   | Erik Huizing      | E&O       | 1,5% |
| 12   | Lars Kramer       | Quintus   | 1,4% |
| 13   | Guy Peters        | BFC       | 1%   |
| 14   | Overig            | Overig    | 8,2% |

### Hardste speler uit de eredivisie
| Plek | Naam                                                                                 | Club                           | %     |
| ---- | ------------------------------------------------------------------------------------ | ------------------------------ | ----- |
| 1    | Frank Wesselink                                                                      | E&O                            | 38%   |
| 2    | Jan Gerald Mulder                                                                    | E&O                            | 4,5%  |
| 3    | Mark Hulsbosch                                                                       | V&L                            | 3,5%  |
| 4    | Lars Kramer Frank van der Zande Guy Peters Rutger Sanders                            | Quintus E&O BFC V&L            | 3%    |
| 5    | Lambert Schuurs Martijn Rietbroek Bart Hofmeyer Jörg Bohrmann                        | BFC V&L Bevo Sittardia         | 2,5%  |
| 6    | Jarcha van Dijk Eelco Overkleeft Tobias Idsinga Jo Delpire Jeffrey Peters Serge Rink | Aalsmeer V&L Onbekend Aalsmeer | 1,5%  |
| 7    | Overig                                                                               | Overig                         | 22,5% |

### Meestsympathiekespeler
| Plek | Naam | Club                                                            | %     |
| ---- | --- | --------------------------------------------------------------- | ----- |
| 1    | Jeroen Hölscher | Aalsmeer                                                        | 8%    |
| 2    | Ron Klemann | Bevo                                                            | 6%    |
| 3    | Martijn Rietbroek | V&L                                                             | 4,5%  |
| 4    | Marcus Jansen | Sittardia                                                       | 3,5%  |
| 5    | Ewout Boogaard Lambert Schuurs Ruud Neeft                                                                                    | V&L BFC Aalsmeer                                                | 3%    |
| 6    | Gerrie Eijlers Matthijs Vink                                                                                                 | Volendam Aalsmeer                                               | 2,5%  |
| 7    | Björn Alberts Vladimir Tomanovic Eelco Overkleeft Mark Roest Jeffrey Groeneveld Joey Duin Mark Roest                         | Sittardia V&L Aalsmeer Volendam Aalsmeer                        | 2%    |
| 8    | Pim van Velzen Björn Budding Erik Huizing Micha Hoogewoud Roel Adams Frank Wesselink Thijs Perquin Mickel Wouters Serge Rink | Quintus Aalsmeer E&O Aalsmeer V&L E&O Tachos Sittardia Aalsmeer | 1,5%  |
| 12   | Overig | Overig                                                          | 26,5% |